# 鬼面騎士
《鬼面騎士》SKULL MAN、骷髅人是石森章太郎所繪製，於1970年開始連載的日本漫畫作品。

## 概要
故事舞台设定在一个架空的时代与架空的日本的一个被称为影之都的巨大企业支配下的闭锁都市。

## 人物
骷髅人（聲：土田大）

御子神隼人（聲：保村真）

间宫雾子（聲：川澄绫子）

神代正树（聲：森川智之）

宇佐神明（聲：吉野裕行）

神崎芳生（聲：加藤胜之）

黑潮真耶（聲：折笠富美子）

真行寺丽奈（聲：根谷美智子）

真行寺彻郎（聲：田坂秀树）

## 工作人员
原作：石ノ森章太郎
监督：もりたけし
系列构成·脚本·翻译花絮&GRO设计：出渕裕
角色设计&总作画监督：柴田淳
音乐：鹭巢诗郎
动画制作：ボンズ(Bones)

## 関連項目
- 富士电视台的动漫列表（日语：フジテレビ系アニメ）
- 假面骑士W

## 外部連結
- :: THE SKULLMAN ::，電視動畫版官方網站。（日語）